# 柔远府
柔远府，明朝时设置的府。
洪武十五年（1382年）改柔远路置，治所在今云南省保山市西南怒江坝。辖境相当今云南省保山市西南部及龙陵县地。洪武二十三年（1390年），改潞江长官司。 